# Bencze József (orvos)
Bencze József, születési és 1902-ig használt nevén Kohn József (Uraiújfalu, 1893. július 26. – Budapest, 1970. október 23.) magyar orvos, orvostörténész, néprajzkutató, az orvostudományok kandidátusa (1960).

## Életpályája
Kohn Sándor cipőfelsőrész-készítő és Pollák Ida fiaként született. Egyetemi tanulmányait az első világháborúban teljesített frontszolgálata miatt meg kellett szakítania, oklevelét 1922-ben szerezte meg a budapesti Pázmány Péter Tudományegyetem Orvostudományi Karán. 1922–1944 között Uraiújfalu körorvosa volt. 1944-ben deportálták; első felesége Auschwitzban halt meg. 1945-től városi orvos, az SZTK (Szakszervezeti Társadalombiztosítási Központ) munkaalkalmassági rendeléseinek vezető főorvosa volt. 1949–1956 között börtönorvos volt. 1956-tól Szombathelyen tiszti főorvos volt. 1966-ban megválasztották a Magyar Orvostörténeti Társaság első elnökévé. Halálát szívizom-elfajulás okozta.
A szombathelyi zsidó temetőben helyezték végső nyugalomra.

### Munkássága
Tagja volt a Magyar Tudományos Akadémia Orvostörténeti Bizottságának, az Orvostörténeti Könyvtár Kiadványai szerkesztő bizottságának, az Orvos-Egészségügyi Dolgozók Szakszervezete Központi Vezetőségének, a Nemzetközi Orvostörténelmi Társaságnak. Mint a Magyar Orvostörténeti Társaság első elnöke és a Semmelweis Orvostörténeti Múzeum főmunkatársa fontos szervező, kutató és szakirodalmi munkásságot fejtett ki. Gyógyító tevékenysége mellett összegyűjtötte és feldolgozta a működési területén még élő népi hiedelmeket; gyógyító hagyományokat. Gyűjtötte az orvostörténeti emlékeket: foglalkozott a dunántúli egészségügyi intézmények történetével, több elfeledett magyar orvos életével. Újabb dokumentumok feltárásával kiegészítette Markusovszky Lajos életrajzát.

## Művei
- Vas megye egészségügyének története (Vas megye egészségügye, 1955)
- Az orvostudomány története. 2. rész. A középkor (Budapest, 1958)
- A majorok és puszták, mint az empirikus orvoslás és a babonás hiedelmek megőrzői (kandidátusi disszertáció, 1960)
- Az utolsó Vas megyei ember és állatgyógyítóról (Vasi Szemle, 1966)

## Díjai, elismerései
- Szocialista Munkáért Érdemérem (1955)[5]
- Markusovszky Lajos-emlékérem (1958)[6]